# Hesiospina similis
Hesiospina similis är en ringmaskart som först beskrevs av Hessle 1925.  Hesiospina similis ingår i släktet Hesiospina och familjen Hesionidae. Inga underarter finns listade i Catalogue of Life.